# Тенес
Тенес (грец. Τέννης) — син Кікна і Проклеї (або Скамандродіки), брат Гемітеї / Левкотеї.
Мачуха звела наклеп на Тенеса, ніби він переслідує її своїм коханням, за що його посадили в скриню й кинули в море. Хвилі занесли скриню на острів Левкофріс, де Тенес висадився і назвав острів Тенедом. Міф про Тенеса використано в трагедії, яку неслушно приписують Евріпідові. Після смерті Тенеса (нібито від рук Ахіллеса) на острові Тенедос йому віддавали шану як божеству.